# Tirso Sprockel
Pedro Tirso Maria Sprockel (Curaçao, 28 januari 1916 - aldaar, 23 september 2007) was een Nederlands verzetsstrijder in Nederland tijdens de Tweede Wereldoorlog en taalkundige.

## Studie en verzet
Sprockel studeerde in Nederland. Zijn huis werd een onderduikadres voor Joden en geallieerde piloten. Hij werkte onder meer samen met twee medestudenten uit de Antillen: Boy Ecury en Delfincio Navarro. Het huis was een schakel op de vluchtroute via Spanje naar Engeland.

## Papiamentu
Sprockel zette zich na de oorlog als linguïst in voor de erkenning en bestudering van het Papiaments. Hij publiceerde vele boeken en is medeoprichter van het online woordenboek Papiamentu. Hij was getrouwd met Wilhelmina (Minette) G. M. Dudar (Tilburg, 11 augustus, 1913 - Curaçao, 20 juli 1997). 

## Jeugdwerk
In 1953 was Sprockel mede-oprichter van de Federatie van Antilliaanse Jeugdzorg en heeft gedurende 35 jaar een bestuursfunctie bekleed. De federatie richtte zich op het buurthuiswerk en in het bijzonder op de padvinderij en verkennerij.
Hij zette zich ook samen met zijn nicht Aminta Da Costa Gomez-Sprockel in voor gehandicapte jongeren op Curaçao. Op Curaçao werd in 1986 een vormingscentrum voor verstandelijk gehandicapte jongeren naar hem genoemd: het Sentro pa Formashon Laboral "Tirso Sprockel".

## Waardering
Tijdens zijn leven ontving Sprockel de volgende onderscheidingen: ridder in de Orde van de Nederlandse Leeuw (1983), commandeur in de Orde van St. Silvester (1988) en de zilveren Vlaamse Gaai (1963), de hoogste onderscheiding in de verkennerswereld. Tevens werd Sprockel benoemd tot Doctor honoris causa aan de Universiteit van de Nederlandse Antillen voor zijn inzet voor het Papiamentu.